# Па (селище)

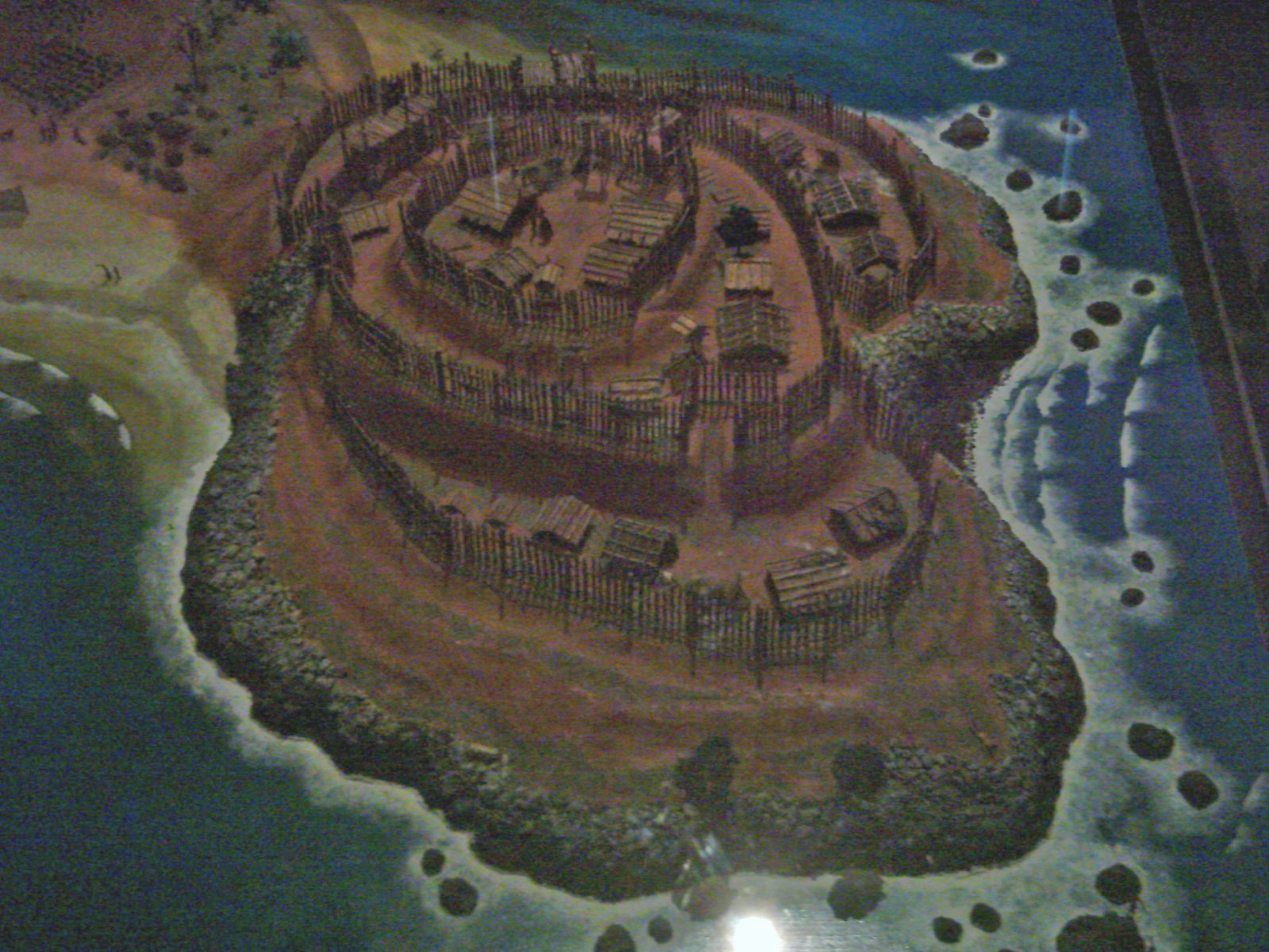
Сучасна реконструкція маорійського Па

Па (маорі pā) — термін в мові народу маорі, що застосовується для позначення поселень, укріплених огородженнями з частоколу та спеціально облаштованими  для оборони терасами.
Па розташовувалися здебільшого на Північному острові Нової Зеландії, на північ від озера Таупо. На сьогодні досліджено близько 5000 подібних укріплень. Найдавніші Па датовані орієнтовно 1280-ми роками. Укріплень періоду заселення Нової Зеландії наразі не віднайдено.
Відкриття Нової Зеландії маорійські легенди відносять до середини Х століття і приписують мореплацвю Купе, який у гонитві за вождем-кальмаром досяг землі з високими горами. Після повернення до Полінезії він оголосив про відкриття земель, заселених тільки птахами і вказав напрям шляху туди, який на межі листопада й грудня проходив трохи нижче й лівіше позиції сонця, що заходить. Вважається за цими орієнтирами нащадки Купе у ХІІ столітті прибули до Нової Зеландії і заснували Факатане, перше маорійське поселення на новозеландській території. Легенди говорять, що маорі прибули сюди на семи каное і кожне з маорійських племен веде свій родовід від одного з цих каное.
В процесі розселення маорі почала зростати щільність населення, з'явився дефіцит земель, придатних до сільського господарства, що й дало старт міжплемінним війнам. Це, в свою чергу, зумовило необхідність побудови фортифікаційних споруд. 
Вітм, па варто розглядати не лише як укріплення. З часом вони стали центрами всього суспільно-політичного життя маорі. В маорійському суспільстві вважалося, що велике па давало ману верховному вождю. 
Па відіграли суттєву роль у сыграли важную роль в новозеландських земельних війнах. Па могло бути побудоване у короткий термін, буквально за пару днів. Але будувалися вони виключно для вояків, які могли успішно приймати тут бій і витримувати осаду в кілька тижнів. Втім, коли активна фаза війни минала, маррі лишали па і розходилися по своїх звичайних поселеннях. Тому па могли стояти порожніми по кілька місяців на рік. 